# Antonio López y Rodríguez
Antonio López y Rodríguez (Colmenar, 8 de enero de 1840-Madrid, 26 de septiembre de 1867) fue un pintor y litógrafo español.

## Biografía
Natural de la localidad madrileña de Colmenar, estudió caligrafía y grabado en piedra con su hermano Luis, dibujo en las clases de la Escuela Especial de Pintura, Escultura y Grabado y litografía con Teófilo Rufflé. Sus principales trabajos litográficos fueron el Árbol genealógico de los descendientes de Adán y Eva hasta Jesucristo y orlas y viñetas encargadas a su profesor, como, por ejemplo, Las coronas de Guarrazar y otras. En la pintura de paisajes, en la que se especializó, hizo estudios muy apreciables, que fueron luego a parar a manos de sus familiares y amigos como recuerdo suyo, pues falleció en Madrid el 26 de septiembre de 1867, a los 27 años.